# Mannheimsko sveučilište
Mannheimsko sveučilište (njem. Universität Mannheim, popularno i UMA) je javno sveučilište u njemačkomu gradu Mannheimu, u saveznoj državi Baden-Württemberg. Osnovano je 1967. godine što ga čini jednim od najmlađih njemačkih sveučilišta. Zgrada sveučilišta dio je zdanja Mannheimskoga dvorca, u kojemu se još od 1763. njegovala tradicija visokoga obrazovanja unutar Palatinske akademije, osnovane na poticaj bavarskoga izbornika Karla Teodora. Akademija je ugašena 1907. i pretvorena u gradsku višu školu, koja je prestala s radom početkom Drugoga svjetskog rata.
Kao sveobuhvatno sveučilište, nudi brojne diplomske i poslijediplomske studije te doktorate na raznim područjima od poslovne uprave, ekonomije, prava, društvenih i humanističkih znanosti do matematike, računalstva i informatike. Sveučilišni kampus nalazi se u središtu Mannheima, dijelom i unutar gradskoga dvorca, te je popraćen brojnim zabavnim i obrazovnim sadržajima. Svake akademske godine, na sveučilištu studira između 12 i 13 tisuća studenata te je zaposleno 850 članova akademskoga i 550 članova upravnog osoblja, od čega ukupno 185-200 profesora.
Osim u Mannheimu, sveučilište ima odijeljena u četiri okolna grada te dva akademska koledža. Njezina ekonomska škola ubraja se među najprestižnije u cijeloj Njemačkoj. Sveučilišni programi na području društvenih znanosti svrstavaju se među najboljima u Njemačkoj, a informatički programi nalaze na popisima 50 ili 100 najboljih europskih sveučilišnih programa. Predavanja s područja managementa, poslovne uprave i ekonometrike, američka sveučilišna glasila ubrojila su među 100 najboljih na svijetu, dok su studiji s područja politologije među 50 najboljih na svijetu.
Službene boje sveučilišta su tzv. mannheimsko plava i bijela. Službena maskota sveučilišta je crvena panda prozvana »Udo«. Sveučilište izdaje svoja glasila The UniMAgazin i The Forum na njemačkome i engleskome jeziku. Krilatica na latinskome jeziku glasi: In Omnibus Veritas Suprema Lex Esto  i u prijevodu znači Istina u svemu mora biti najviši zakon te se nalazi na grbu i pečatu sveučilišta. Mannheimsko sveučilište stalni je član brojnih europskih i svjetskih sveučilišnih udruga, preko kojih organizira razmjene studenata i omogućava studij inozemnim studentima. Budući da je javna visokoškolska ustanova, novčano se namiruje iz državnoga, odnosno saveznoga proračuna.

## Počasni doktorandi
- Richard Blundell, britanski ekonomist
- Torsten Persson, švedski ekonomist, član izvršnog odbora za dodjelu Nobelovih nagrada
- Edmund Phelps, američki ekonomist i dobitnik Nobelove nagrade za ekonomiju
- Jean Tirole, francuski ekonomist i dobitnik Nobelove nagrade za ekonomiju

## Hrvati u Mannheimu
- Mijo Lončarić, kao predavač